# واسا، رجستهن

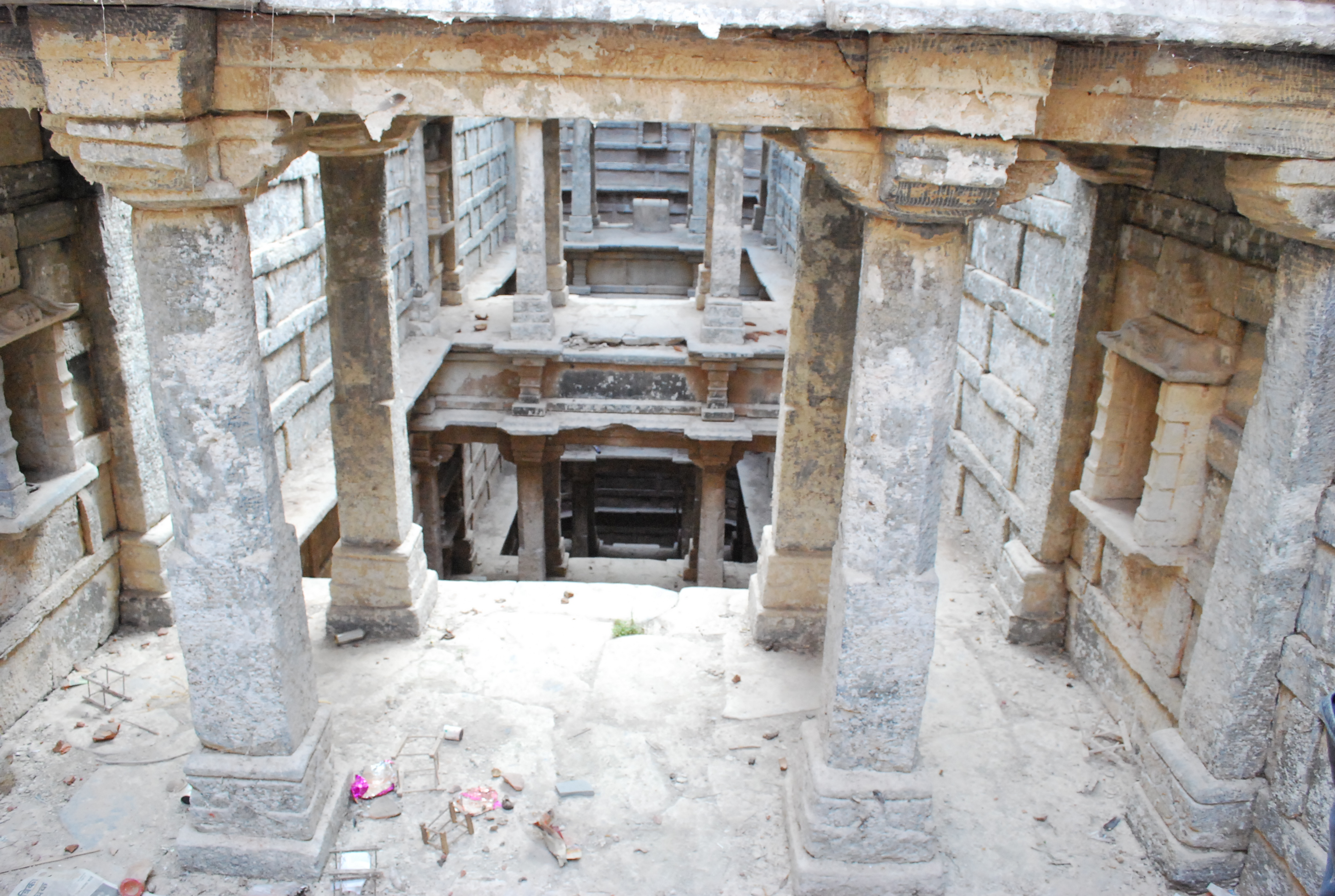
تصویری از رجستهن

واسا، رجستهن (به انگلیسی: Vasa, Rajasthan) یک روستا در هند است که در راجستان واقع شده‌است.

## خصوصیات
واسا ۸٬۶۷۶ نفر جمعیت دارد.